# Darren Soto
Darren Soto (Ringwood, 25 febbraio 1978) è un politico statunitense, membro della Camera dei Rappresentanti per lo stato della Florida.

## Biografia
Soto nasce a Ringwood in New Jersey da padre portoricano e da madre italoamericana. Si laurea in legge alla George Washington University nel 2004 e successivamente svolge la professione di avvocato nella Florida centrale, stabilendosi ad Orlando. Durante la sua carriera, Soto è uno strenuo difensore dei diritti civili e presta più volte consulenze legali pro bono alla comunità. Nel 2006 rappresenta gli elettori ispanici nella class action federale contro la città di Kissimmee.
Nel 2006 Soto si candida per la prima volta come legislatore statale della Camera dei rappresentanti della Florida ma viene sconfitto dal repubblicano Andy Gardiner. Un anno dopo nell'aprile 2007, vince delle affollate primarie democratiche per le elezioni speciali per sostituire John Quinores, che si era dimesso per un altro incarico. Nelle elezioni generali batte quindi il repubblicano Tony Suarez di soli 285 voti. Soto viene poi rieletto nel 2008 e nel 2010. Nel 2012 si candida e viene eletto al Senato statale della Florida battendo il repubblicano Will McBride con oltre il 70% dei voti.
Nel 2016 Darren Soto si candida al seggio della Camera dei Rappresentanti del nono distretto della Florida, dopo che il deputato uscente Alan Grayson aveva deciso di ritirarsi per candidarsi alle primarie democratiche per il Senato. Soto vince le primarie democratiche con il 36% dei voti. Nelle elezioni generali, riceve l'endorsement dell'Orlando Sentinel che lo chiama un "legislatore efficiente". Soto batte quindi il repubblicano Wayne Liebnitzky con il 57% dei voti alle elezioni generali, venendo eletto deputato.